# ATP de Long Island
O ATP de Long Island (também conhecido como TD Waterhouse Cup) foi um torneio profissional de tênis masculino disputado em quadra dura em Long Island (Nova Iorque), nos Estados Unidos. Fez parte das categorias ATP World Series (1990–1997) e ATP International Series (1998–2004).

## Finais

### Simples
| Ano  | Campeão             | Vice-campeão       | Resultado      |
| ---- | ------------------- | ------------------ | -------------- |
| 2004 | Lleyton Hewitt      | Luis Horna         | 6–3, 6–1       |
| 2003 | Paradorn Srichaphan | James Blake        | 6–2, 6–4       |
| 2002 | Paradorn Srichaphan | Juan Ignacio Chela | 5–7, 6–2, 6–2  |
| 2001 | Tommy Haas          | Pete Sampras       | 6–3, 3–6, 6–2  |
| 2000 | Magnus Norman       | Thomas Enqvist     | 6–3, 5–7, 7–5  |
| 1999 | Magnus Norman       | Alex Corretja      | 7–64, 4–6, 6–3 |
| 1998 | Patrick Rafter      | Felix Mantilla     | 7–63, 6–2      |
| 1997 | Carlos Moya         | Patrick Rafter     | 6–4, 7–61      |
| 1996 | Andrei Medvedev     | Martin Damm        | 7–5, 6–3       |
| 1995 | Yevgeny Kafelnikov  | Jan Siemerink      | 7–60, 6–2      |
| 1994 | Yevgeny Kafelnikov  | Cedric Pioline     | 5–7, 6–1, 6–2  |
| 1993 | Marc Rosset         | Michael Chang      | 6–4, 3–6, 6–1  |
| 1992 | Petr Korda          | Ivan Lendl         | 6–2, 6–2       |
| 1991 | Ivan Lendl          | Stefan Edberg      | 6–3, 6–2       |
| 1990 | Stefan Edberg       | Goran Ivanisevic   | 7–6, 6–3       |

### Duplas
| Ano  | Campeões                           | Vice-campeões                       | Resultado     |
| ---- | ---------------------------------- | ----------------------------------- | ------------- |
| 2004 | Antony Dupuis Michael Llodra       | Yves Allegro Michael Kohlmann       | 6–2, 6–4      |
| 2003 | Robbie Koenig Martin Rodriguez     | Martin Damm Cyril Suk               | 6–3, 7–6      |
| 2002 | Mahesh Bhupathi Mike Bryan         | Petr Pala Pavel Vizner              | 6–3, 6–4      |
| 2001 | Jonathan Stark Kevin Ullyett       | Leos Friedl Radek Stepanek          | 6–1, 6–4      |
| 2000 | Jonathan Stark Kevin Ullyett       | Jan-Michael Gambill Scott Humphries | 6–4, 6–4      |
| 1999 | Olivier Delaitre Fabrice Santoro   | Jan-Michael Gambill Scott Humphries | 7–5, 6–4      |
| 1998 | Julian Alonso Javier Sánchez       | Brandon Coupe Dave Randall          | 6–4, 6–4      |
| 1997 | Marcos Ondruska David Prinosil     | Mark Keil T.J. Middleton            | 6–4, 6–4      |
| 1996 | Luke Jensen Murphy Jensen          | Hendrik Dreekmann Alexander Volkov  | 6–3, 7–6      |
| 1995 | Cyril Suk Daniel Vacek             | Rick Leach Scott Melville           | 5–7, 7–6, 7–6 |
| 1994 | Olivier Delaitre Guy Forget        | Andrew Florent Mark Petchey         | 6–4, 7–6      |
| 1993 | Marc-Kevin Goellner David Prinosil | Arnaud Boetsch Olivier Delaitre     | 6–7, 7–5, 6–2 |
| 1992 | Francisco Montana Greg Van Emburgh | Gianluca Pozzi Olli Rahnasto        | 6–4, 6–2      |
| 1991 | Eric Jelen Carl-Uwe Steeb          | Doug Flach Diego Nargiso            | 0–6, 6–4, 7–6 |
| 1990 | Guy Forget Jakob Hlasek            | Udo Riglewski Michael Stich         | 2–6, 6–3, 6–4 |